# Décennie 1230 en arts plastiques
Cette page concerne les années 1230 en arts plastiques.

## Naissances
- 1235 :
  - Qian Xuan, peintre chinois.
  - Chen Rong, peintre chinois.
- 1239 : Gaddo Gaddi, peintre et mosaïste italien.